# Creatina
A creatina é um composto de aminoácidos com a fórmula nominal (H2N)(HN)CN(CH3)CH2CO2H. Ela existe em vários tautômeros em soluções (entre os quais estão a forma neutra e várias formas zwitteriônicas). A creatina é encontrada em vertebrados, onde facilita a reciclagem de trifosfato de adenosina (ATP), principalmente nas fibras musculares e no cérebro. A reciclagem é realizada pela conversão de difosfato de adenosina (ADP) de volta em ATP por meio da doação de grupos fosfato. A creatina também atua como um tampão.
A creatina não é essencial, ou seja, não depende da ingestão pois pode ser produzida pelo organismo humano. Contudo a suplementação desse composto pode elevar as concentrações musculares, o que é proposto como agente ergogênico. Para isso, a dosagem diária não deve ser inferior a 3 gramas.

## História
A creatina foi identificada pela primeira vez em 1832, quando Michel Eugène Chevreul a isolou do extrato aquoso basificado do músculo esquelético. Posteriormente, ele nomeou o precipitado cristalizado em homenagem à palavra grega para carne, κρέας (kreas). Em 1928, foi demonstrado que a creatina existia em equilíbrio com a creatinina. Estudos realizados na década de 1920 mostraram que o consumo de grandes quantidades de creatina não resultava em sua excreção. Esse resultado apontou para a capacidade do corpo de armazenar creatina, o que, por sua vez, sugeriu seu uso como suplemento alimentar.
Em 1912, os pesquisadores da Universidade de Harvard, Otto Folin e Willey Glover Denis, encontraram evidências de que a ingestão de creatina pode aumentar drasticamente o conteúdo de creatina no músculo. No final da década de 1920, após descobrirem que os estoques intramusculares de creatina podiam ser aumentados pela ingestão de creatina em quantidades maiores do que o normal, cientistas descobriram a fosfocreatina (fosfato de creatina) e determinaram que a creatina desempenha um papel fundamental no metabolismo do músculo esquelético. Ela é formada naturalmente em vertebrados.
A descoberta da fosfocreatina foi relatada em 1927. Na década de 1960, demonstrou-se que a creatina quinase (CK) fosforila o ADP usando fosfocreatina (PCr) para gerar ATP. Consequentemente, o ATP – e não o PCr – é consumido diretamente na contração muscular. A CK usa a creatina para "tamponar" a relação ATP/ADP.

## Exercícios e esportes
Já é bem explorado e inúmeros estudos mostram as vantagens da suplementação de creatina para o aumento da força muscular, massa magra e performance no exercício. A suplementação de creatina visando o ganho de desempenho em exercícios físicos anaeróbicos se mostra eficiente e segura a curto prazo. Podendo aumentar entre 5% a 15% a força máxima nos exercícios que combinam alta intensidade e curta duração.
 Já atividades físicas que demandam mais respiração aeróbica, como nado e corrida, a creatina não demonstra melhoras em termos de performance física.

## Estudos

### Desempenho cognitivo
Recentemente, alguns estudos vêm relatando e testando evidências que a suplementação de creatina também pode ser benéfica para a saúde cerebral. Melhorando função cerebral, processamento cognitivo e recuperação de uma lesão cerebral. A creatina fornece o grupo N-fosforil da fosforilcreatina (PCr) para o difosfato de adenosina (ADP), ressintetizando trifosfato de adenosina (ATP) e transfere energia da mitocôndria para o citosol como "tampão espacial" fazendo assim o fornecimento rápido de energia. Esses mecanismos facilitam a homeostase do ATP no momento de turnover energético, mantendo reduzida a concentração de ADP e diminuindo a passagem de Ca²± do retículo sarcoplasmático e mantendo mais eficiente assim a produção da força muscular. A creatina pode eliminar espécies de radicais no ambiente acelular ou atenuar a formação de espécies reativas de oxigênio por se acoplar com o ATP mitocondrial. Esses efeitos antioxidantes diretos e indiretos podem se relacionar com os efeitos terapêuticos nas doenças neurodegenerativas.

## Papel metabólico
A creatina age no organismo a partir de sua forma fosforilada (fosfocreatina ou fosfato de creatina). Através da enzima creatina cinase (ou creatina quinase) ocorre a transferência do grupo fosforila (PO32-) da fosfocreatina para o ADP, produzindo assim ATP. Também age como "tampão espacial", transportando a energia útil armazenada na forma de compostos fosforilados com alto potencial químico de hidrólise (energia de Gibbs ou energia livre) gerados na mitocôndria para o citoplasma.[carece de fontes?]
A creatina estimula a diferenciação de células musculares (miogênese) por meio da ativação das vias metabólicas Akt/PKB e p38.

## Distribuição
Em humanos, geralmente metade da creatina armazenada é originada dos alimentos (principalmente da carne e peixe). Entretanto, a síntese endógena de creatina no fígado é suficiente para as atividades normais do dia-a-dia. Em função disso, apesar de os vegetais não conterem creatina, os vegetarianos e veganos não sofrem por sua deficiência.

### No Brasil
Em 2005, a venda de creatina como suplemento alimentar foi proibida pela ANVISA em todo Brasil. Entretanto, esta proibição foi revogada em abril de 2010, com a publicação de uma nova regulamentação de alimentos para atletas, onde há uma recomendação clara para o uso do suplemento à base de creatina apenas para atletas que praticam exercícios de alta intensidade. A Associação Brasileira de Empresas de Produtos Nutricionais (ABENUTRI) produz anualmente uma classificação das marcas de creatinas por teor e rotulagem. Algumas marcas famosas até entraram com ações judiciais para impedir que os resultados de seus testes fossem divulgados. Em 2025 uma avaliação de 41 marcas de creatina mostrou que apenas uma continha menor concentração da substância que o indicado, porém 40 delas apresentaram alguma informação incorreta no rótulo.

### Em Portugal
A creatina pode ser encontrada sob o formato de monohidrato de creatina e é um produto autorizado pela ASAE. É sobretudo utilizada para o aumento muscular.[carece de fontes?]